# Statue-menhir du Bouscadié
La statue-menhir du Bouscadié est une statue-menhir appartenant au groupe rouergat découverte à Lasfaillades, dans le département du Tarn en France.

## Description
La statue a été découverte en 1967 par M. Constans dans un champ près du hameau de la Métairie Neuve. La statue est constituée d'une dalle de gneiss d'origine locale en forme d'amande de 2,40 m de hauteur, 1,22 m de largeur et 0,34 m d'épaisseur. C'est une statue masculine gravée mais dont le décor est très érodé. Les caractères anthropomorphes ont pratiquement tous disparu en dehors d'une extrémité du bras gauche sur la face postérieure. Sur la face antérieure, les attributs encore visibles sont une ceinture à boucle ovalaire, les extrémités hautes des bretelles du baudrier et « l'objet ». 
L'originalité de la statue, par rapport aux autres statues du groupe rouergat, repose d'une part sur le traitement de la ceinture qui sur la face postérieure passe par-dessus l'épaule du personnage de telle sorte que le baudrier et la ceinture sont confondus, et d'autre part sur la possibilité que la statue n'ait jamais comporté aucun caractère anthropomorphe, la position très haute du baudrier ne laissant d'ailleurs pas suffisamment de place pour représenter un visage. 